# Álvar García de Santa María
Álvar García de Santa María (1370–1460) foi um historiador espanhol e judeu convertido ao catolicismo romano durante o final da Idade Média. Ele nasceu em 1370 em uma importante família judia castelhana, mas se converteu em 1390 na época da evangelização da comunidade judaica por São Vicente Ferrer. Seu irmão Pablo de Santa Maria também se converteu e depois se tornou bispo de Burgos, assim como o sobrinho de Álvar, Alfonso de Cartagena, outro judeu convertido. 
Álvar mais tarde se tornou um historiador da corte sênior e cronista do reinado do rei João II de Castela, provavelmente compilando a Crónica de Juan II (ou Crônica de João II). Ele também foi apontado como o autor potencial do livro Crónica de don Álvaro de Luna escrito na década de 1450, cuja autoria está em disputa. Álvar morreu em 1460 em idade avançada. 